# Jiří Jan Vícha
Jiří Jan Vícha (1923, Skřipov – 1997, Choryně) byl český římskokatolický kněz, řeholník a básník. Jeho básně z valdického vězení vyšly po Listopadu 1989 ve dvou souborech.

## Život
Někdy po druhé světové válce vstoupil do Řádu menších bratří kapucínů, vysvěcen na kněze byl roku 1948. Po násilném vyklizení klášterů komunisty byl načas internován v Broumově, poté nastoupil na náhradní vojenskou službu k Pomocným technickým praporům, odkud byl roku 1953 propuštěn kvůli zánětu ledvin a nastoupil jako účetní nemocnice ve Vítkovicích. Po návratu tajně vyučoval bohoslovce a zájemce o františkánskou spiritualitu, v úzké součinnosti s Vladimírem Neuwirthem. Tato činnost neunikla StB. Byl zatčen a roku 1961 odsouzen za velezradu. Vězněn byl ve Valdicích. Zde se spřátelil s teology Josefem Zvěřinou a Otou Mádrem a s katolickým básníkem Josefem Kostohryzem. Sám ve Valdicích začal psát básně, k čemuž ho inspiroval básník a budoucí opavský děkan Josef Veselý, který byl souzen ve stejném procesu jako Vícha. Ve vězení strávil sedm let. Po propuštění v roce 1967 krátce pracoval jako ekonom, ale v uvolněné atmosféře roku 1968 se směl vrátit k duchovní činnosti a stal se farářem ve Fulneku.  Od roku 1976 byl rovněž tajným provinciálem kapucínského řádu a byl jím až do roku 1991. V roce 1972 přednášel své verše v pražské Viola, další vystoupení ale byla již zakázána. Vyšly až roku 1991 ve výboru Krajina milost. V závěru života ho sužovala Alzheimerova choroba. Krátce po jeho smrti vyšla druhá kniha jeho básní nazvaná Verše psané pro mlčení. Literární kritik Mojmír Trávníček jeho poezii popsal jako "vyrůstající z dramatu mezi nebem a zemí, z nejosobnější tísně života".